# Ningling
Der Kreis Ningling (chinesisch 宁陵县, Pinyin Nínglíng Xiàn) ist ein Kreis der bezirksfreien Stadt Shangqiu in der chinesischen Provinz Henan. Er hat eine Fläche von 786 km² und zählt 508.800 Einwohner (Stand: Ende 2018). Sein Hauptort ist die Großgemeinde Chengguan (城关镇).

## Administrative Gliederung
Auf Gemeindeebene setzt sich der Kreis aus vier Großgemeinden und zehn Gemeinden zusammen. 